# Saint Petersburg (Pennsylvanie)
Le borough de Saint Petersburg est situé dans le comté de Clarion, dans le Commonwealth de Pennsylvanie, aux États-Unis. Sa population s’élevait à 400 habitants lors du recensement de 2010, estimée à 375 habitants en 2017.

## Source
- (en) Cet article est partiellement ou en totalité issu de l’article de Wikipédia en anglais intitulé « St. Petersburg, Pennsylvania » (voir la liste des auteurs).